# Here We Come A-Wassailing
Here We Come A-Wassailing, conosciuto anche come Here We Come A-Caroling o come (The) Wassail Song è un tradizionale canto natalizio inglese di autore anonimo risalente al XVII secolo e legato alla tradizione del wassailing (attestata sin dal XII secolo). La sua prima pubblicazione risale al 1848.

## Testo
Il testo, che si compone di sei strofe inframezzate dal ritornello, contiene un augurio di buon anno da parte dei partecipanti al wassailing:
Here we come a-wassailing/a-caroling

Among the leaves so green,

Here we come a-wand'ring

So fair to be seen.

Ritornello:

Love and joy come to you,

And to you your wassail, too,

And God bless you, and send you

A Happy New Year,

And God send you a Happy New Year.

We are not daily beggers

That beg from door to door,

But we are neighbors' children

Whom you have seen before

Ritornello

Good master and good mistress,

As you sit beside the fire,

Pray think of us poor children

Who wander in the mire.

Ritornello

We have a little purse

Made of ratching leather skin;

We want some of your small change

To line it well within.

Ritornello

Bring us out a table

And spread it with a cloth;

Bring us out a cheese,

And of your Christmas loaf.

Ritornello

God bless the master of this house,

Likewise the mistress too;

And all the little children

That round the table go.

Ritornello